# Great Bavington
Great Bavington – wieś w Anglii, w Northumberland, w dystrykcie (unitary authority) Northumberland, w civil parish Bavington. Leży 39 km od miasta Alnwick, 30.8 km od miasta Newcastle upon Tyne i 421.2 km od Londynu. W 1951 roku civil parish liczyła 44 mieszkańców.